# Малой (Айова)
Малой (англ. Maloy) — місто (англ. city) в США, в окрузі Рінгголд штату Айова. Населення — 22 особи (2020).

## Географія
Малой розташований за координатами 40°40′14″ пн. ш. 94°24′34″ зх. д. / 40.67056° пн. ш. 94.40944° зх. д. (40.670635, -94.409550).  За даними Бюро перепису населення США в 2010 році місто мало площу 1,61 км², з яких 1,59 км² — суходіл та 0,01 км² — водойми.

## Демографія
Згідно з переписом 2010 року, у місті мешкало 29 осіб у 12 домогосподарствах у складі 10 родин. Густота населення становила 18 осіб/км².  Було 15 помешкань (9/км²).
Расовий склад населення:
| - 100,0 % — білих |

До двох чи більше рас належало 0,0 %. Частка іспаномовних становила 0,0 % від усіх жителів.
За віковим діапазоном населення розподілялося таким чином: 20,7 % — особи молодші 18 років, 58,6 % — особи у віці 18—64 років, 20,7 % — особи у віці 65 років та старші. Медіана віку мешканця становила 42,5 року. На 100 осіб жіночої статі у місті припадало 163,6 чоловіків;  на 100 жінок у віці від 18 років та старших — 155,6 чоловіків також старших 18 років.
Середній дохід на одне домашнє господарство  становив 70 611 долар США (медіана — 61 250), а середній дохід на одну сім'ю — 81 171 долар (медіана — 81 250). 
Цивільне працевлаштоване населення становило 10 осіб. Основні галузі зайнятості: освіта, охорона здоров'я та соціальна допомога — 30,0 %, роздрібна торгівля — 20,0 %, сільське господарство, лісництво, риболовля — 20,0 %.